# Іскісяково
Іскіся́ково (рос. Искисяково, башк. Иҫкесәк) — присілок у складі Ішимбайського району Башкортостану, Росія. Входить до складу Кузяновської сільської ради.
Населення — 68 осіб (2010; 38 в 2002).
Національний склад:
- башкири — 97%